# Урзика, Аурел
Аурел Урзика (правильнее: Урзикэ; рум. Aurel Urzicǎ, род. 11 ноября 1952) — румынский шахматист, международный мастер (1980).
В составе сборной Румынии участник 6-го командного чемпионата Европы (1977) в Москве.

## Изменения рейтинга
| Графики недоступны из-за технических проблем. См. информацию на Фабрикаторе и на mediawiki.org. |